# Michael McGuire
Michael McGuire (* 1934 in Wisconsin) ist ein US-amerikanischer Schauspieler.

## Leben
Michael McGuire wurde 1934 geboren.
Er besuchte das Beloit College. Er begann seine Schauspielkarriere 1964 mit einem Auftritt im Broadway-Stück The Passion of Josef D.  Er trat in anderen Broadway-Stücken wie Child's Play, Hay Fever und That Championship Season auf, für das er 1972 gemeinsam mit Charles Durning, Walter McGinn, Richard Dysart und Paul Sorvino einen Drama Desk Award für herausragende Leistungen gewann. Er erhielt außerdem einen Outer Critics Circle Award für die gleiche Leistung.
1968 hatte McGuire in der Fernsehserie Liebe, Lüge, Leidenschaft sein Fernsehdebüt. 1969 folgte sein Spielfilmdebüt in dem Film Coming Apart. In der Fernsehserie Dark Shadows hatte er 1970 bis 1971 erstmals eine wiederkehrende Rolle. Bis zuletzt 2005 war er in mehr als 80 Film- und Fernsehproduktionen zu sehen.
McGuire ging 2008 in den Ruhestand und trat zuletzt in dem Broadway-Stück August: Osage County als Patriarch Beverly Weston auf.

## Filmografie
- 1968: Liebe, Lüge, Leidenschaft (One Life to Live, Fernsehserie)
- 1969: Coming Apart
- 1970: Wo is’ Papa? (Where’s Poppa?)
- 1970–1971: Dark Shadows (Fernsehserie, 20 Folgen)
- 1971: Der verkehrte Sherlock Holmes (They Might Be Giants)
- 1972: Lights Out (Fernsehfilm)
- 1972: Sergeant Madigan (Madigan, Fernsehserie, Folge 1x02)
- 1973: I Want to Kill (Blade)
- 1973, 1976: Kojak – Einsatz in Manhattan (Kojak, Fernsehserie, 2 Folgen)
- 1974: Mannix (Fernsehserie, Folge 7x17 Mitten ins Herz)
- 1974: Larry – Bericht eines Irrtums (Larry, Fernsehfilm)
- 1974: Columbo (Fernsehserie, Folge 3x08 Columbo: Meine Tote – Deine Tote)
- 1974: Judgment: The Court Martial of the Tiger of Malaya – General Yamashita (Judgment Specials: The Court-Martial of the Tiger Malaya: General Yamashita, Fernsehfilm)
- 1974: The Gun (Fernsehfilm)
- 1974, 1976: Harry O (Fernsehserie, 2 Folgen)
- 1975: Der einsame Job (Report to the Commissioner)
- 1975: Ein stahlharter Mann (Hard Times)
- 1975: Der Sechs-Millionen-Dollar-Mann (The Six Million Dollar Man, Fernsehserie, Folge 3x12 Flucht in die Heimat)
- 1975: Valley Forge (Fernsehfilm)
- 1975: Cannon (Fernsehserie, Folge 5x14 Das Komplott – Teil 1)
- 1975–1976: Die Straßen von San Francisco (The Streets of San Francisco, Fernsehserie, 3 Folgen)
- 1976: The Keegans (Fernsehfilm)
- 1976: Spencers Piloten (Spencer's Pilots, Fernsehserie, Folge 1x02)
- 1976: Hawaii Fünf-Null (Hawaii Five-O, Fernsehserie, Folge 9x02 Die Wilcox-Rebellion)
- 1976: Most Wanted (Fernsehserie, Folge 1x07)
- 1977: Kingston: Confidential (Fernsehserie, Folge 1x01)
- 1977: Westside Hospital (Westside Medical, Fernsehserie, Folge 1x03)
- 1977: The Hunted Lady (Fernsehfilm)
- 1977–1978: Police Story (Fernsehserie, 2 Folgen)
- 1978: Die großen Wallendas (The Great Wallendas, Fernsehfilm)
- 1978: Irrtum ausgeschlossen (No Margin for Error, Fernsehfilm)
- 1978: Home to Stay (Fernsehfilm)
- 1978: Wonder Woman (Fernsehserie, Folge 3x04 Die Vernissage)
- 1979: Detektiv Rockford – Anruf genügt (The Rockford Files, Fernsehserie, Folge 5x18 So kann man sich irren)
- 1979: All in the Family (Fernsehserie, Folge 9x21)
- 1979: Like Normal People (Fernsehfilm)
- 1979: Pater Brown läßt sich nicht bluffen (Sanctuary of Fear, Fernsehfilm)
- 1979: Beyond Death's Door
- 1979: California Fever (Miniserie, Folge 1x01)
- 1979, 1981: Lou Grant (Fernsehserie, 2 Folgen)
- 1980: The Ordeal of Dr. Mudd (Fernsehfilm)
- 1980: In den langen Sommertagen (The Long Days of Summer, Fernsehfilm)
- 1980: Blinded by the Light (Fernsehfilm)
- 1981: M*A*S*H (Fernsehserie, Folge 9x08 Ein göttlicher Segen)
- 1981: Meeting of Minds (Fernsehserie, 2 Folgen)
- 1981: Taxi (Fernsehserie, Folge 3x19)
- 1981: CHiPs (Fernsehserie, Folge 5x12 Der Callboy und der Diamantring)
- 1981–1982: Shannon (Fernsehserie, 2 Folgen)
- 1982: Open all Night (Fernsehserie, Folge 1x07)
- 1982: Zwei irre Typen auf heißer Spur (Partners)
- 1982: American Playhouse (Fernsehserie, Folge 1x25 Die Ballade von Gregorio Cortez)
- 1982: Jekyll und Hyde – Die schärfste Verwandlung aller Zeiten (Jekyll and Hyde... Together Again)
- 1982: Cagney & Lacey (Fernsehserie, Folge 2x04)
- 1982: Die Ballade von Gregorio Cortez (The Ballad of Gregorio Cortez)
- 1982–1987: Cheers (Fernsehserie, 3 Folgen)
- 1983: Unter der Sonne Kaliforniens (Knots Landing, Fernsehserie, 3 Folgen)
- 1983: It Takes Two (Fernsehserie, Folge 1x14)
- 1983: Der Feuersturm (The Winds of War, Miniserie, 2 Folgen)
- 1983: Newhart (Fernsehserie, Folge 1x18)
- 1983: Ein Fall für Professor Chase (Manimal, Fernsehserie, Folge 1x04)
- 1983–1984: Remington Steele (Fernsehserie, 2 Folgen)
- 1984: Empire (Fernsehserie, 6 Folgen)
- 1984: Automan (Fernsehserie, Folge 1x09 Mord im Musikkanal)
- 1984: Familienbande (Family Ties, Fernsehserie, Folge 3x03 Fehlstart)
- 1985: MacGyver (Fernsehserie, Folge 1x07 Kleine Fische, große Fische)
- 1985–1986: Die Spezialisten unterwegs (Misfits of Science, Fernsehserie, 2 Folgen)
- 1986: Ein Engel auf Erden (Highway to Heaven, Fernsehserie, Folge 2x24 Freundinnen)
- 1987: Der Denver-Clan (Dynasty, Fernsehserie, 3 Folgen)
- 1988: Glänzender Asphalt (Private Eye, Fernsehserie, Folge 1x12)
- 1988: Dämon des Todes (Dead of Night)
- 1988: Shakedown on the Sunset Strip (Fernsehfilm)
- 1988: Bird
- 1988: Feuersturm und Asche (War and Remembrance, Miniserie, Folge 1x03)
- 1989: The Karen Carpenter Story (Fernsehfilm)
- 1989: Golden Girls (The Golden Girls, Fernsehserie, 2 Folgen)
- 1989: Major Dad (Fernsehserie, Folge 1x04 Hochzeit auf Umwegen)
- 1989: A More Perfect Union: America Becomes a Nation (A More Perfect Union)
- 1991: Grüße aus dem Jenseits (Shades Of L.A., Fernsehserie, Folge 1x15)
- 1991: Millions – Der Clan der Milliardäre (Miliardi)
- 1993: Law & Order (Fernsehserie, Folge 3x11 Missbrauch)
- 1993: Harrys Nest (Empty Nest, Fernsehserie, Folge 6x01 Des rüstigen Rentners neuer Job)
- 1996: Tigerkralle 2 (Tiger Claws II)
- 1997: Eine himmlische Familie (7th Heaven, Fernsehserie, Folge 1x13 Geständnisse)
- 1997: Over the Top (Fernsehserie, Folge 1x09)
- 1999: Für alle Fälle Amy (Judging Amy, Fernsehserie, Folge 1x03)
- 1999: The West Wing – Im Zentrum der Macht (The West Wing, Fernsehserie, Folge 1x04 Fünf Stimmen zur Mehrheit)
- 2000: JAG – Im Auftrag der Ehre (JAG, Fernsehserie, 2 Folgen)
- 2001: Family Law (Fernsehserie, Folge 2x15)
- 2005: Ghostly Encounters (Fernsehserie, Folge 1x13)